# Glukokortikoid
Glukokortikoidi (GC) su klasa steroidnih hormona koja se vezuje za glukokortikoidni receptor (GR), koji je prisutan u skoro svakoj ćeliji kičmenjaka. Ime glukokortikoid (glukoza + korteks) potiče od njegove uloge u regulaciji metabolizma glukoze, njegove sinteze u adrenalnom korteksu, i njegove steroidne strukture.
Glukokortikoidi su deo povratnog mehanizma imunskog sistema koji umanjuje imunsko dejstvo (zapaljenje). Oni se stoga koriste u medicini za tretman bolesti uzrokovanih prekomernom aktivnošću imunskog sistema, kao što su alergije, astma, autoimune bolesti i sepsa. GC molekuli imaju mnoštvo različitih (pleiotropnih) efekata, uključujući potencijalno štetne nuspojave, iz kog razloga su retko dostupni na slobodno. Oni takođe ometaju neke od abnormalnih mehanizama kancernih ćelija, te se koriste u visokim dozama za lečenje kancera. Ovaj vid primene se prvenstveno bazira na njihovom inhibitornom dejstvu na proliferaciju limfocita (u tretmana limfoma i leukemija) i na umanjenju nuspojava citostatika.
GC ligandi deluju putem vezivanja za glukokortikoidni receptor. Aktivirani GR kompleks, zatim povišava izražavanje antiinflamatornih proteina u jedru (proces poznat kao transaktivacija) i umanjuje izražavanje proinflamatornih proteina iz citosolu sprečavanjem translokacije drugih transkripcionih faktora iz citosola u jedro (transrepresija).
Glukokortikoidi se razlikuju od mineralokortikoida i seksualnih steroida u pogledu specifičnih receptora, ciljnih ćelija, i dejstava. U tehničkom smislu, termin "kortikosteroid" označava glukokortikoide i mineralokortikoide (jer su obe klase jedinjenja srodne sa hormonima koje se formiraju u adrenalnom korteksu), mada se termin često koristi kao sinonim za "glukokortikoid". 
Kortizol (ili hidrokortizon) je najvažniji ljudski glukokortikoid. On je esencijalan za život, i reguliše ili podržava raznovrsne važne kardiovaskularne, metaboličke, imunološke, i homeostatičke funkcije. Razni sintetički glukokortikoidi su dostupni. Oni se koriste bilo kao zamenska terapija u slučaju glukokortikoidne deficijencije ili za supresiju imunskog sistema.

## Hemijska sinteza
Jedan od mogućih sintetičkih puteva je:

## Spoljašnje veze
- Glucocorticoids на 
- R. Bowen (26. 5. 2006). „Glucocorticoids”. Colorado State University. Архивирано из оригинала 17. 05. 2008. г. Приступљено 11. 5. 2008.